# ZTS11
PHOTO-U TV ZTS11（フォト　ユー　ティーヴィー　ゼットティーエスイチイチ）は、中興通訊（ZTE）が日本国内向けに開発した、auブランドを展開するKDDI／沖縄セルラー電話のau 3G（旧・CDMA 1X WIN(CDMA2000 1xEV-DO Rev.A)）対応の通信モジュール付デジタルフォトフレームである。販売元はZTEジャパン。ここでは、マイナーチェンジモデルであるPHOTO-U TV ZTS12（フォト　ユー　ティーヴィー　ゼットティーエスイチニー）についても記述する。